# عبابدة

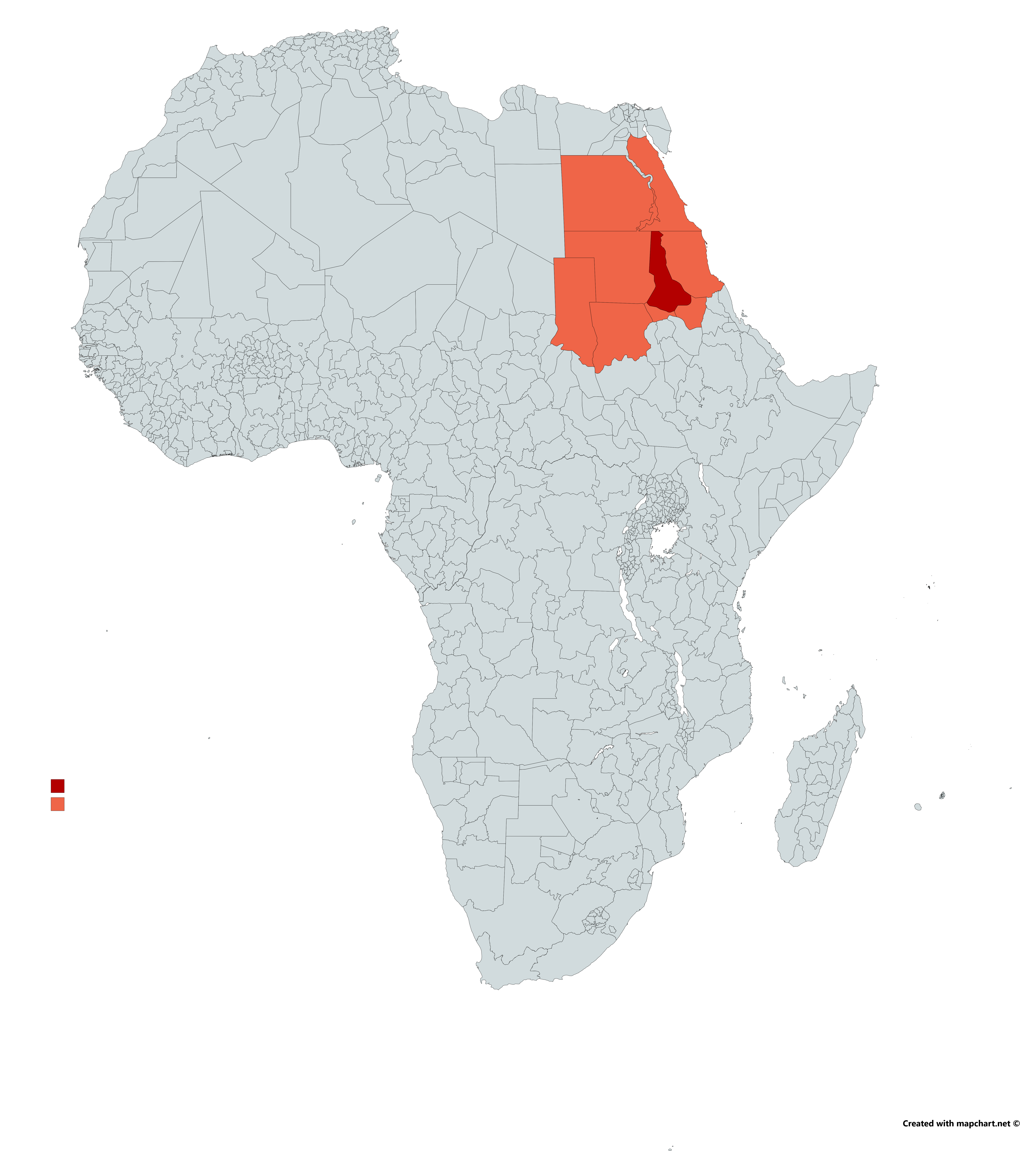
مناطق تواجد العبابدة

العبابدة او وادي العبابدة، هي مجموعة عرقية من شرق مصر والسودان. تاريخياً كان معظمهم من البدو الرحل الذين يعيشون في المنطقة الواقعة بين النيل والبحر الأحمر، واستقر بعضهم على طول الطريق التجاري الذي يربط كروسكو بأبو حمد. تشير العديد من روايات الرحالة من القرن التاسع عشر إلى أن بعض العبابدة في ذلك الوقت كانوا لا يزالون يتحدثون البجا أو لغة خاصة بهم، ومن ثم فإن العديد من المصادر الثانوية تعتبر العبابدة من شعوب البجا الفرعية. يتحدث معظم العبابدة الآن اللغة العربية ويُعرفون بأنهم قبيلة عربية من الحجاز.

## عرقية البجا

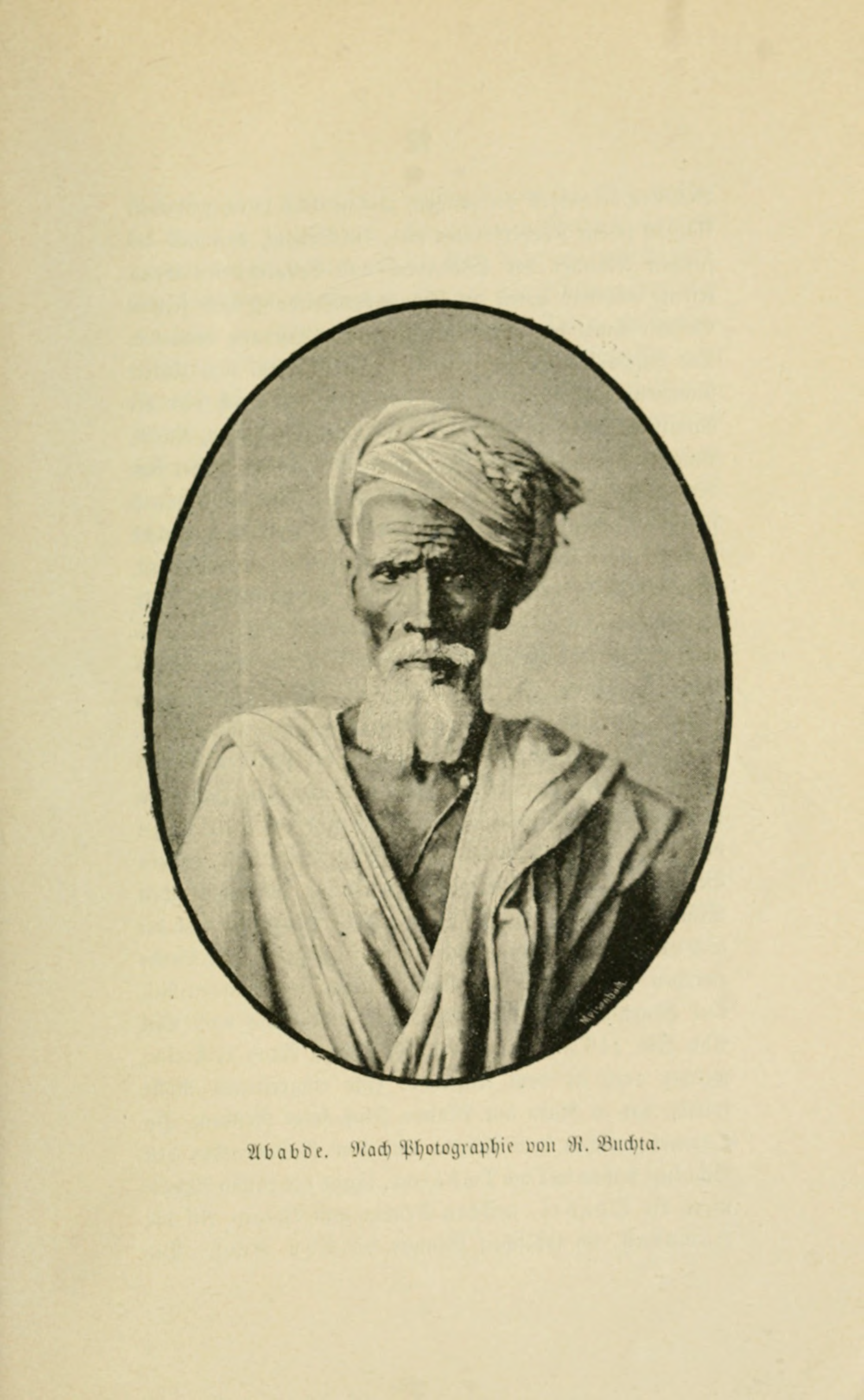
العبابدة

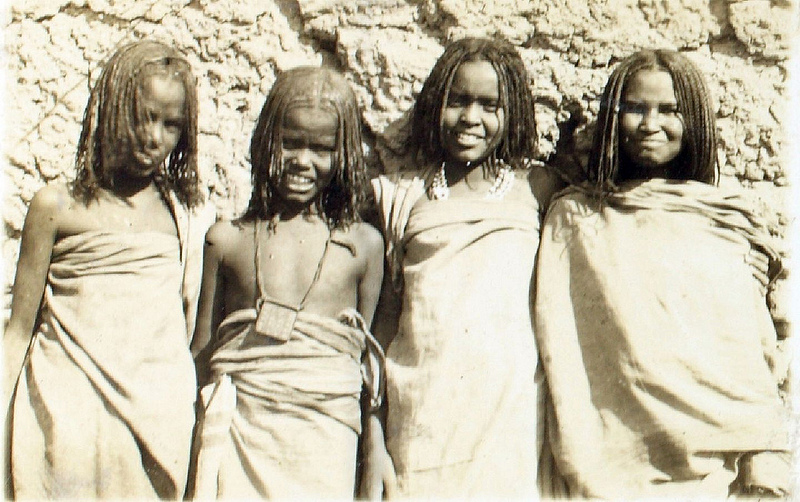

تسمى المنطقة الواقعة بين النيل والبحر الأحمر بمنطقة عرقية البجة حالياً. هو العصر الذي بدأت فيه دولة مروي في الضعف وما تلى ذلك من تحركات بشرية وتغيرات ثقافية وسياسية أدت إلى إعادة رسم خريطة المنطقة بقيام الممالك المسيحية.
ولم تكن منطقة الصحراء الواقعة بين النيل والبحر الأحمر جافة مثل يومنا الحالي، بل كانت إلى وقت قريب من بداية الحضارة المصرية تتمتع بقدر وافر من المطر وكانت الكثير من الأودية الجافة الآن أنهارًا جاريةً. وكانت الحياة النباتية والحيوانية فيها غنية. فعلى سبيل المثال كانت مناطق خوري بركة والقاش حتى القرن الثاني عشر الميلادي تتمتع بقدر وافر من المياه والغابات والحيوانات، بما في ذلك الأفيال كما يتضح من وصف جيوش المماليك التي دخلت المنطقة في ذلك الوقت. والشعب الذي سكن هذه المنطقة ينتمي إلي السلالة الأصيلة التي كونت سكان وادي النيل منذ فجر تاريخه. وتوجد بعض الآراء التي ربطت أسلاف أولئك السكان بهجرات أتت من شبه الجزيرة العربية في الألف الرابع قبل الميلاد، أن سكان الصحارى الواقعة شرقي النيل ينتمون إلى السلالة التي كونت السكان الأصليين لمناطق الأجزاء الوسطى والشمالية لنهر النيل، ولم يقبل الباحثون اليوم الفرضيات التي تشير إلى ارتباط نشأة حضارة وادي النيل بهجرات دخلت المنطقة من شبه الجزيرة العربية أو من بلاد ما بين النهرين.
إن سكان هذه المنطقة عرفوا عند قدماء المصريين واليونانيين والرومان بأسماء متعددة، التي أطلقت على المجموعة المعروفة اليوم باسم «البجة» والتي اشتهرت في تلك الفترة وهي: المِجَباري والتُرُجلُدايت والبليميين.
وتتركز أغلب الأخبار القديمة التي وردت عن تلك المجموعات عن البليميين لنشاطهم ودورهم البارز في كل مناطق النيل الممتدة من حلفا حتى الأقصر شمالاً، وما يقع شرقيهما حتى البحر الأحمر في الفترة السابقة للقرن السابع الميلادي.

### المجباري
المِجَباري هو الاسم الذي أطلقته المصادر القديمة على السكان الأصليين القدماء على الساحل الغربي للبحر الأحمر والذين تجولوا في المناطق الشمالية ما بين البحر الأحمر ونهرالنيل. وقد امتدت مناطق استيطان هذه الفئة من مواطن البجة الحالية في السودان وحتى المنطقة الواقعة بين الأقصر والبحر الأحمر في الحدود المصرية الحالية شمالاً.
وقد عرف المِجَباري قديما بالمازوي والمِجاي والمدجاي والمِجو والمِجا (Medjo و Medju.و Medjay). وسنشير اليهم فيما يلي باسم المِجا لأنه أولاً الاسم الأقدم؛ فقد ورد في نقش أوني الذي يرجع إلى الأسرة الفرعونية السادسة (2423 – 2242 ق م): «أرسلني جلالة الملك مرن رع في حفر ترع في الجنوب [جنوب أسوان] وكان رؤساء أقطار ارتت وواوات وايام ومجا يقدمون الخشب لهذا الغرض.» ولأنه الاسم الأخف في النطق والأقرب إلى الاسم الحالى «البجة».
ولا خلاف بين المؤرخين أن المِجا الذي ورد ذكرهم في الآثار المصرية القديمة منذ الألف الثالث قبل الميلاد والذين عاشوا في الصحراء الواقعة إلي الشرق من إقليم واوات (العتباي) هم أسلاف البجة الحاليين. وقد ذكر بلايني الكبير (في القرن الأول الميلادي) أن بعض الكتاب أطلق عليهم اسم أديَباري Adiabari وذكر العديد من جيرانهم في المنطقة.
ولما كان ملوك مصر منذ عصر الدولة القديمة في النصف الأول من الألف الثالث قبل الميلاد قد بدؤوا استغلال مناجم الصحراء الشرقية فقد أدي ذلك إلى اشتغال الكثير من المِجا في المهن المتصلة بالتعدين فقاموا بتأمين تلك الأنشطة بالحراسة والخفارة، كما تولوا مهمة الاتصال وربط مناطق التعدين بالمدن المطلة على النيل.
ويبدوا أن الأجزاء الشمالية من مواطن المِجا – الواقعة الآن في حدود مصر الجنوبية - قد تعرضت للجفاف أكثر من مناطق الجنوب مما أدى ببعض سكان تلك المناطق إلى النزوح بمواشيهم بالقرب من مصادر المياة على النيل؛ كما أشارت إلى ذلك بعض الوثائق المصرية القديمة واليونانية.
كما نزح بعضهم إلى المدن المصرية على النيل حيث التحقوا بالكثير من الأعمال: كالجندية والعمل في قوة البوليس. وهكذا أصبح المِجا جزء من مجتمع صعيد مصر، سواء المجتمع البدوي في الصحراء أو المدني على النيل في المناطق الواقعة جنوب الأقصر. وقد تم الاختلاط والتزاوج بين المِجا وسكان صعيد مصر، كما يتضح في الآثار المصرية القديمة. وظل ذلك الارتباط قويا حتى عشية دخول العرب مصر.
وقد تناولت المصادر القديمة المِجا – وكذلك التُرُجلُدايت والبليميين – باعتبارهم فروعا للشعوب الكوشية أو الإثيوبية أي الشعوب السوداء. ومن المعروف أن تلك المصادر أشارت إلى سكان كل المناطق الواقعة على النيل جنوب مصر والمناطق الواقعة غربي النيل وشرقيه بالكوشيين والإثيوبيين. فسكان المناطق الواقعة ما بين النيل والبحر الأحمر في المصادر القديمة هم جزء من الشعوب الكوشية أو الإثيوبية.
كما ارتبط المِجا منذ فجر تاريخهم بإقليم «واوات» وقادوا مع الجماعات التي عاشوا معها في تلك المناطق مثل سكان ارتت وايام والتمحو الثقافات المبكرة في المنطقة والتي تولدت عنها حضارات كرمة ونبتا و مروي. وقد ربط بعض الباحثين بين المِجا والمِلوها Meluhha الذين ورد ذكرهم في الآثار المصرية القديمة. ولا زال موضوع المِلوها قيد الدراسة والبحث، فقد رأي البعض ربطهم أيضاً بكوش باعتبارهم نفس السلالة.
ووضحت الآثار القديمة أن المِجا - وفيما بعد التُرُجلُدايت والبليميين - كانو يمثلون قطاعاً هاماًّ من سكان مملكتي نبتا ومروي. وساهموا بدور فاعل في النشاط التجاري عبر البحر الأحمر ونهر النيل. كما ساهموا في النشاط الدبلوماسي مع القوى التي تعاقبت على حكم مصر في ذلك الوقت؛ كما سنوضحة فيما يلي في هذا الفصل. وكان من الطبيعي أن تأتي الإشارات إلى مواطن المِجا باعتبارها جزءاً من مروي، أو الإشارة اليهم باعتبارههم جزءا من الكوشيين.
وظل اسم المِجا عَلماً على سكان الصحراء الشرقية للنيل حتى القرون الأخيرة السابقة للميلادي حيث بدأ ظهور اسمي التُرُجلُدايت والبليميين. فقد ذكر Strabo استرابو (Geography Book xvii,7, 3) الذي نقل عن اراتوستين (Eratosthenes) في القرن الثالث قبل الميلاد أنه: «على جانبي الجزء الأسفل (lower) من مروي على طول النيل في اتجاه البحر الأحمر يسكن المِجَباريون والبليمييون، وهم تابعون للاثيوبين [يقصد المرويين] ويجاورون المصريين. وعلى ساحل البحر يسكن التُرُجلُدايت.»
وهكذا أصبح سكان المنطقة يعرفون بثلاث أسماء: المِجا والتُرُجلُدايت والبليميون.
وسيتضح فيما يلي أن البليميين كانوا يتركزون على مناطق النيل، والمِجا يتركزون في المناطق الواقعة بين النيل والبحر الأحمر بجوار التُرُجلُدايت. وعند حديثه عن التُرُجلُدايت قارن سترابو (Book xvi p 339) بين اسلحتهم وأسلحة المِجا، فذكر أن عِصي المِجا تنتهي بمقابض من حديد وأنهم يستخدمون في قتالهم الحراب والدرق المصنوع من الجلد غير المدبوغ، بينما يستخدم الآخرون الحراب والسهم والنشاب.